# PKS Stargard
PKS Stargard Spółka z o. o. – firma zajmująca się usługami związanymi z rozkładowym transportem pasażerskim na obszarach powiatów: stargardzkiego, choszczeńskiego i pyrzyckiego, a także regionalnego m.in. do Szczecina, Świnoujścia, Gorzowa Wielkopolskiego, Zielonej Góry. Świadczy także usługi wynajmu autokarów, naprawy i remonty pojazdów, badania diagnostyczne oraz sprzedaż paliw. 
PKS w Stargardzie został utworzony w sierpniu 1945. W 1996 zatrudniano 260 osób. Przedsiębiorstwo posiadało wówczas 90 autobusów, którymi obsługiwano 293 kursy dziennie na 228 liniach, przewożąc rocznie ponad 4 mln pasażerów. W obecnej formie przedsiębiorstwo funkcjonuje od 8 grudnia 2000, kiedy to podczas prywatyzacji pracowniczej stworzono spółkę prawa handlowego.
Przy zajezdni autobusowej przy Gdańskiej znajduje się stacja benzynowa oraz Okręgowa Stacja Kontroli Pojazdów należące do PKS Stargard. Dworzec Autobusowy PKS, który znajdował się przy ul. Szczecińskiej został zburzony.